# 百加得

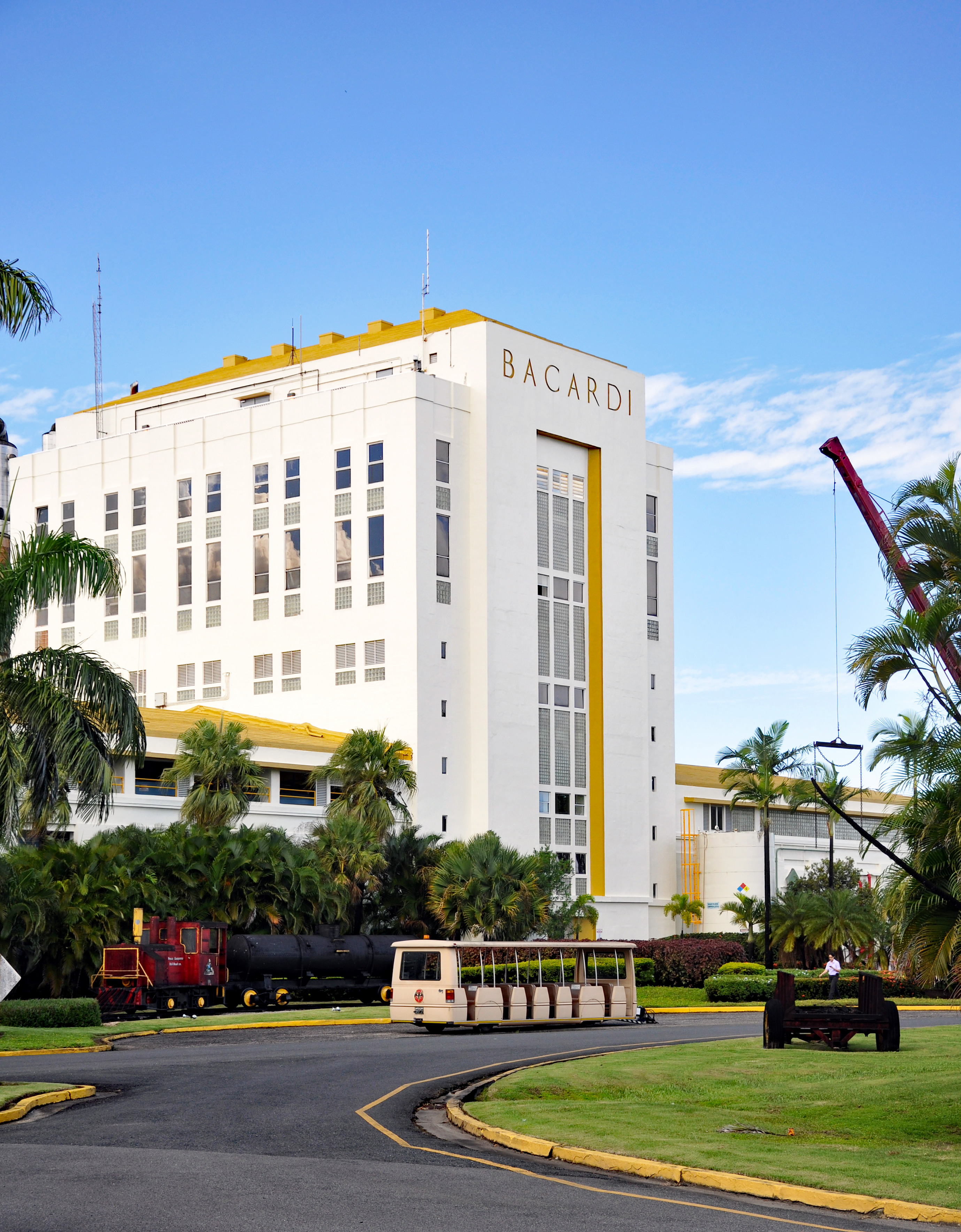
位于波多黎各圣胡安附近的酿酒厂“朗姆教堂”。

百加得（Bacardi）是一家烈酒厂商，产品包括百加得陈酿（Bacardi Superior）和百加得151品牌的朗姆酒等。每年在全球200个国家销售总计超过2亿瓶。该公司是世界第四大酒类公司，2000年销售额为27亿美元，2004年销售额达到33亿美元。公司发行股票的几次计划都未成功，最后一次发生在2000年。

## 历史
百加得公司由唐·法昆多·百加得·马索（Don Facundo Bacardí Massó）于1862年2月4日在古巴的圣地亚哥建立，现在总部在哈密尔顿。百加得公司还拥有其他几个品牌包括灰雁伏特加（Grey Goose vodka）、帝王威士忌（Dewar's scotch）、龐貝藍鑚特級琴酒（Bombay Sapphire gin）、皇太子伏特加（Eristoff vodka）、马提尼与罗西（Martini & Rossi）、卡萨多雷龙舌兰（Cazadores tequila）以及在美国出售的哈瓦那俱乐部朗姆酒。
葡萄酒商人唐·法昆多·百加得·马索于19世纪初从加泰罗尼亚移民来到古巴。在这时，朗姆酒制造成本低廉，不属精致饮料之列，很少在高档酒馆出售。唐·法昆多着手“驯服”朗姆酒，在尝试若干方法后，发现了用木炭过滤朗姆酒以去除杂质的方法。此外，法昆多使用橡木桶存放朗姆酒，达到了为其添加“醇香”的效果。最终所得到的产品就是世界上最早的“白”朗姆酒。
法昆多和他的兄弟何赛在1862年2月4日建成了一个小酿酒厂，把之前的试验发现投入到商业生产中。他们的第一个铜加铸铁制的蒸馏器每天能生产35桶发酵糖蜜。车间房屋的梁上住着水果蝙蝠，蝙蝠因此成为了百加得的蝙蝠商标。
到1890年，公司遭遇到了动荡。法昆多的长子埃米里奥·百加得由于参加反抗西班牙的古巴独立战争而被放逐。埃米里奥的兄弟们，法昆多、何赛以及他的姐夫（或妹夫）亨利·舒格（Henri Schueg）留在古巴承担起了在战争中维持住公司的任务。家庭中的女性都到牙买加的金斯敦做了难民。在古巴独立战争和美国占领古巴后，最早的“自由古巴”（Cuba Libre）和“德贵丽”鸡尾酒都自百加得朗姆酒孕育而出。1899年，埃米里奥·百加得被美国将军伦纳德·伍德任命为圣地亚哥市长。
1912年，埃米里奥·百加得在埃及旅游时买下了一具木乃伊，作为将要在圣地亚哥开幕的埃米里奥·百加得·莫罗都市博物馆的展品，该木乃伊至今仍在展出。在圣地亚哥，他的兄弟法昆多·M·百加得继续与亨利·舒格一起管理公司，后者在巴塞罗那和纽约建立了新的灌装工厂，开始了公司的国际扩展。纽约工厂很快因为禁酒令而关张，而古巴却在这一时期成为了美国游客的热门旅游地。
1920年代里，埃米里奥在圣地亚哥开办了新的酿酒厂。在这10年里，装饰艺术风格的百加得建筑在哈瓦那建成，百加得家族的第三代也开始加入到家族的生意当中。法昆多·百加得对仍在禁酒令管制之下的美国人发出邀请，请他们“来古巴沐浴百加得朗姆酒”。新产品哈土依（Hatuey）啤酒也在这个时期推出。
墨西哥城的灌装工厂和波多黎各的酿酒厂在1930年代开张。这个时期里发生了几起商标纠纷，问题集中在古巴境外制造的朗姆酒使用百加得品牌名称上。亨利·舒格在一起纠纷中保住了在波多黎各生产的产品上继续使用百加得家族名称的权利，同时也获得了公司的领导权。而在其他一起纠纷中百加得也获得胜利，获准“只有使用百加得朗姆酒制作的鸡尾酒才能称作百加得鸡尾酒”。
第二次世界大战期间，公司由亨利·舒格的女婿何赛·波施（Jose Bosch）领导经营。波施在纽约建立了百加得进口公司，并于1949年被提名为古巴财政部长。
哈土依啤酒出现在海明威的两部作品中：“逃亡”（To Have and Have Not）和“老人与海”。1956年，百加得为庆祝海明威获得诺贝尔文学奖举办了庆祝活动。
百加得近来进行了几次行业收购以在其著名的朗姆酒品牌之外扩展市场。1992年百加得收购了著名的苦艾酒和葡萄汽酒厂商马提尼与罗西，1998年以20亿美元收购帝王威士忌和孟买蓝宝石琴酒，2001年收购卡萨多雷龙舌兰，2004年收购灰鹅伏特加，2006年百加得买下了新西兰伏特加品牌太平洋黎明。其他附属品牌还包括杜林标（Drambuie）威士忌，帝萨诺杏仁酒（DiSaronno Amaretto）和B&B以及本笃利口酒（Benedictine liqueurs）。
2018年1月24日，百加得宣佈已簽署最終協議，以51億美元收購培恩烈酒國際有限公司（Patrón Spirits International AG）100%所有權及特級龍舌蘭酒PATRÓN®品牌。

## 反对卡斯特罗
百加得家族及公司在1960年代一直激烈反对菲德尔·卡斯特罗领导的革命。赫尔南多·卡尔沃·奥斯皮纳（Hernando Calvo Ospina）在他的书《百加得，隐藏的战争》（Bacardi, The Hidden War）中把百加得家族的政治立场归结为金钱原因。据奥斯皮纳描述，在卡斯特罗坚决改变社会状态的目的变得明显起来以后，百加得家族和公司离开了古巴。事实上，百加得的撤离在革命前几年就开始了。家族在革命前就把所有重要的百加得国际商标都转移出了古巴。后来古巴革命政府把百加得的全部资产都充归国有，和很多美国企业一样，百加得拒绝了古巴政府的和解协议。
奥斯皮纳还描绘了百加得家族成员与美国政治精英阶层，以及同中央情报局等机构的关系。该书还描述了百加得家族在迈阿密成立的古巴流亡组织，暗示家族与反古巴政府恐怖主义活动的关系。例如，何赛·波施买下了一架A-26侵略者（A-26 Invader）轰炸机，意图轰炸古巴的炼油设施。后来计划因飞机的一张照片被曝光在纽约时报头版而搁浅。
美国国会对肯尼迪之死的调查使一些文件浮出了水面，文件显示何赛·波施计划暗杀卡斯特罗，他的兄弟劳尔·卡斯特罗以及切·格瓦拉。古巴流亡代表团（RECE，即Cuban Representation in Exile）也从百加得家族成员处获得资金支持。RECE的成员包括路易斯·波萨达·卡里莱斯（Luis Posada Carriles），他被指是使77人丧生的古巴航空公司455航班爆炸案的主谋之一。
近年来，百加得的律师团在1996年赫尔姆斯-伯顿法案（Helms-Burton Act）的起草中起了颇多影响，该法案扩展了美国对古巴禁运的规模与范围。 1999年，华盛顿的游说者奥托·莱赫（Otto Reich）代表百加得公司起草了公共拨款法（Omnibus appropriations act）第211节，后来被称为百加得法案。该法案对古巴革命政府没收取得的企业的取消了商标保护，满足了百加得家族热切的希望。法案主要针对的是由古巴政府在美国注册的哈瓦那俱乐部朗姆酒商标。 古巴政府和欧盟都曾在美国法院试图推翻该法案但并未获成功。然而该法案在世贸组织则被裁定为非法（2001年8月）。美国议会仍有待重审该法案。百加得所开展的政治活动引发了英国的“抵制百加得”运动。

## 百加得与古巴的今天
古巴的市面上并不存在百加得饮料。古巴的主要朗姆酒品牌是哈瓦那俱乐部。哈瓦那俱乐部并非是百加得公司的原有品牌，然而百加得称后来从品牌所有者处买下了该品牌。古巴政府则称品牌原拥有者放弃了该品牌因此不承认百加得买下品牌的说法。古巴政府与法国的保乐力加（Pernod-Ricard）公司合作，在全球出售哈瓦那俱乐部，只有美国与其领地除外。

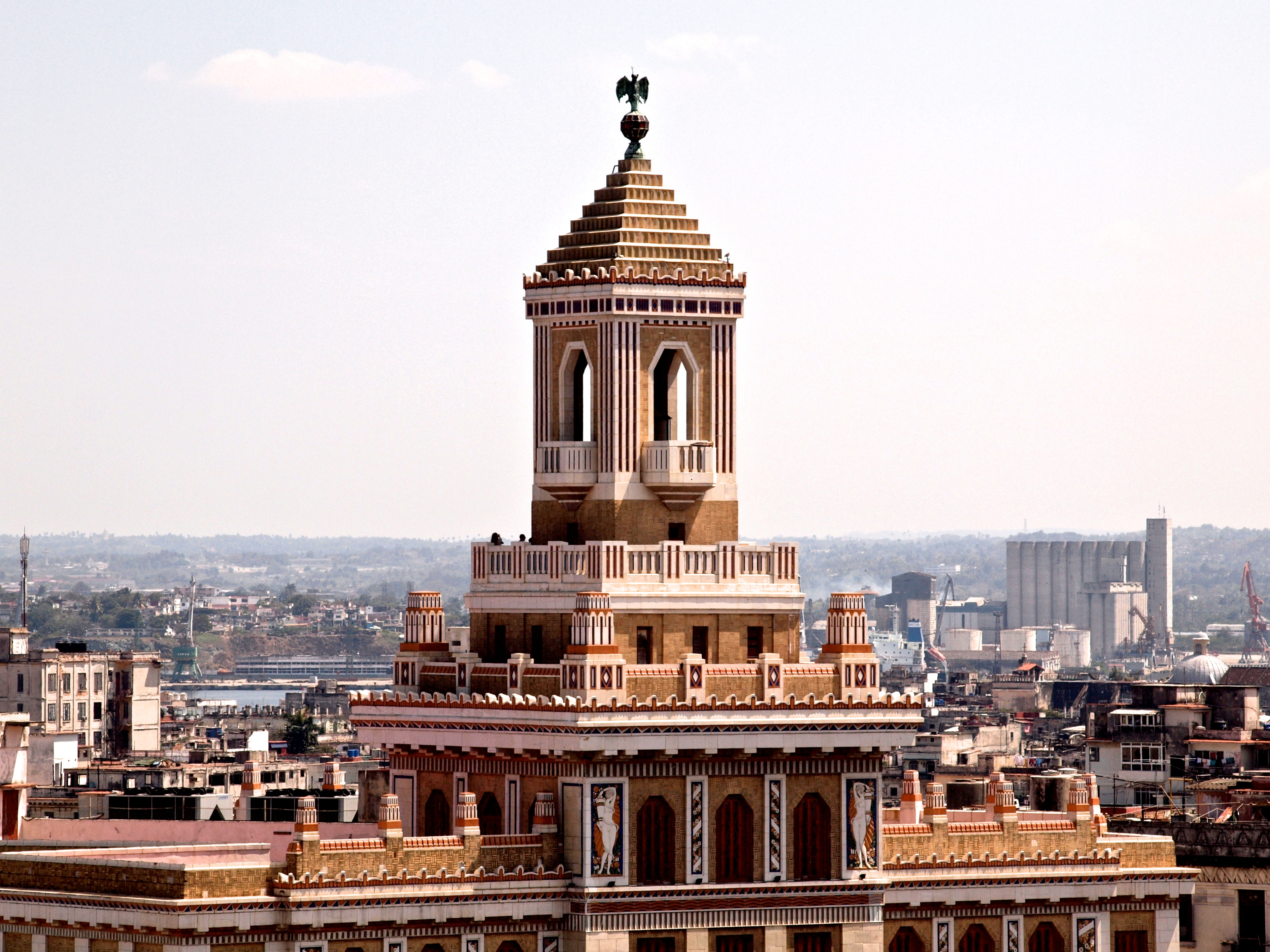
古巴哈瓦那的百加得大楼

虽然现在不再在古巴进行生产，处于商业原因，百加得在近年来还是决定开始重新强调其品牌的古巴血统。面对国际化了的哈瓦那俱乐部品牌带来的日益增加的竞争，公司认为与古巴联系起来对朗姆酒的销售十分重要。以“欢迎来到拉丁地区”作为口号的电视广告就是其中一例。1998年，在公司与众不同的蝙蝠图案商标下方还加入了“1862年成立于古巴圣地亚哥”一句。
百加得面临着外界的批评和法律问题，指百加得试图迷惑消费者使他们认为此品牌的朗姆酒是产于古巴的。百加得在西班牙的广告从1966年开始宣传朗姆酒与可乐的组合，称为“朗姆可乐”。然而，从1998年开始，百加得开始把该饮料称作“古巴自由”（Cuba Libre）。西班牙广告协会迫使百加得停止这一广告宣传，称该广告充满了加勒比国家的画面，会使消费者认为其来自古巴，从而“在产品实质问题上误导消费者”。同时百加得公司继续在全球各国的法庭与古巴政府针对商标使用权进行争斗。
百加得公司的传统通过在圣地亚哥和哈瓦那的高贵建筑与历史重要性而继续流传。哈瓦那旧城的百加得大楼（Edificio Bacardi）被认为是拉丁美洲最精美的装饰艺术风格建筑之一。

## 琐事
- 现在的百加得公司由公司创始人的玄孙法昆多·L·百加得领导的16人董事会掌握。

- 音乐剧红男绿女（Guys and Dolls）中马斯特森（Sky Masterson）放在萨拉·布朗（Sarah Brown）奶昔中的“秘密配料”就是百加得朗姆酒

## 产品
- 百加得冰銳 - Bacardi Breezer
- 百加得陈酿 - Bacardi Superior
- 金色百加得 - Bacardi Oro（Gold）
- 黑色百加得 - Bacardi Black
- 百加得151 - Bacardi 151（已停產）
- 百加得阿涅霍 - Bacardi Añejo
- 百加得 8 - Bacardi 8
- 百加得臻選 - Bacardi Reserva Limitada
- 白色百加得 - Bacardi blanco(White)

果味朗姆酒
- 百加得大苹果 - Bacardi Big Apple，苹果味
- 百加得椰子 - Bacardi Cóco，椰子味
- 百加得树梅 - Bacardi Razz，树梅味
- 百加得橙子 - Bacardi Orange，橙子味
- 百加得柠檬 - Bacardi Limón，柠檬味
- 百加得西瓜 - Bacardi Grand Melon，西瓜味
- 百加得香草 - Bacardi Vaníla，香草味